# Munitiecomplex (Veenhuizen)
Het munitiecomplex in Veenhuizen (officieel 'Munitiedepot Norg') is het grootste munitiecomplex van Defensie. Het is sinds enige jaren een paarse organisatie, wat betekent dat er zowel landmacht-, luchtmacht- en marinepersoneel werkzaam is. Op het terrein staan 191 bunkers voor opslag van munitie. Ten tijde van de Koude Oorlog waren alle bunkers bezet. Sinds 1998 is op het terrein ook een munitiewerkplaats. Hier wordt munitie getest en omgebouwd. Op het complex is een eigen bedrijfsbrandweerkorps aanwezig, dat indien nodig assistentie van korpsen uit de regio krijgt.